# Elmar Reinders
Elmar Reinders (Emmen, 14 marzo 1992) è un ciclista su strada olandese, professionista dal 2017, che corre per il Team Jayco AlUla.

## Palmarès
- 2009 (Juniores)

Prologo Sint-Martinusprijs Kontich (Kontich > Kontich, cronometro)
2ª tappa, 1ª semitappa Sint-Martinusprijs Kontich (Kontich > Kontich)
- 2014 (Cyclingteam Jo Piels)

Dorpenomloop door Drenthe
1ª tappa Tour de Berlin (Birkenwerder > Birkenwerder)
- 2015 (Cyclingteam Jo Piels)

Ster van Zwolle
- 2016 (Cyclingteam Jo Piels)

ZODC Zuidenveld Tour
- 2021 (Riwal Cycling Team, tre vittorie)

Skive-Løbet
PWZ Zuidenveld Tour
4ª tappa Tour de Bretagne (Ploeren > Louisfert)
- 2022 (Riwal Cycling Team, cinque vittorie)

Visit Friesland Elfsteden Race
3ª tappa Olympia's Tour (Leek > Leek)
1ª tappa Circuit des Ardennes (Signy-le-Petit > Signy-le-Petit)
Arno Wallaard Memorial
5ª tappa Tour de Bretagne (Ploërmel > Scaër)

### Altri successi
- 2014 (Cyclingteam Jo Piels)

2ª tappa Olympia's Tour (Gendringen > Gendringen, cronosquadre)
- 2015 (Cyclingteam Jo Piels)

1ª tappa, 1ª semitappa Olympia's Tour (Assen > Assen, cronosquadre)
- 2019 (Roompot-Charles)

Classifica scalatori Tour of Norway
- 2022 (Riwal Cycling Team)

Classifica a punti Olympia's Tour
Classifica a punti Tour de Bretagne

## Piazzamenti

### Grandi Giri
- Tour de France

2023: 141º
2024: non partito (17ª tappa)
2025: 140º

### Classiche monumento
- Giro delle Fiandre

2017: ritirato
2023: 46º
2024: ritirato
2025: 104º
- Parigi-Roubaix

2017: ritirato
2023: 75º
2024: ritirato
2025: ritirato

### Competizioni continentali
- Campionati europei

Goes 2012 - In linea Under-23: 104°
Alkmaar 2019 - In linea Elite: ritirato
Monaco di Baviera 2022 - In linea Elite: 118°
Drenthe 2023 - In linea Elite: 46°